# Øystein Lønn
Øystein Lønn (Kristiansand,  12 de abril de 1936-10 de enero de 2022) fue un escritor noruego.

## Premios y galardones
Recibió varios premios, entre los que destacan:
- Premio de Literatura del Consejo Nórdico (1996).
- Doblougprisen (1992)
- Premio de la crítica noruega

## Obra
- 1966 Prosesjonen
- 1967 Kontinentene
- 1971 Arkeologene
- 1973 Historie
- 1975 Hirtshals, Hirtshals
- 1977 Lu
- 1981 Veien til Cordoba
- 1984 Bjanders reise
- 1988 Tom Rebers siste retrett
- 1991 Thomas Ribes femte sak
- 1993 Thranes metode og andre noveller
- 1995 Hva skal vi gjøre i dag? og andre noveller
- 1999 Maren Gripes nødvendige ritualer
- 2001 Ifølge Sofia
- 2003 Simens stormer